# Blatnica (Čitluk)
Pour les articles homonymes, voir Blatnica.
Blatnica (en cyrillique : Блатница) est un village de Bosnie-Herzégovine. Il est situé dans la municipalité de Čitluk, dans le canton d'Herzégovine-Neretva et dans la fédération de Bosnie-et-Herzégovine. Selon les premiers résultats du recensement bosnien de 2013, il compte 1 004 habitants.

## Démographie

### Évolution historique de la population
| 1948 | 1953 | 1961  | 1971  | 1981  | 1991  | 2013  |
| ---- | ---- | ----- | ----- | ----- | ----- | ----- |
| -    | -    | 1 128 | 1 254 | 1 010 | 1 041 | 1 004 |

|  |

### Communauté locale
En 1991, la communauté locale de Blatnica comptait 1 814 habitants, répartis de la manière suivante :